# Ejn Chemed
Ejn Chemed (hebrejsky עין חמד, Půvabný pramen), známý také pod názvem Aquabella, je malý lesní komplex kolem vádí Nachal Ksalon v Izraeli, ve kterém maltézští rytíři zbudovali opevněnou zemědělskou osadu. Celá oblast byla prohlášena za národní park.
Řečiště Nachal Ksalon se nachází v Jeruzalémských horách a okolo něj rostou duby, pistácie, mandloně a rohovníky.